# Santiago Scala
Santiago Nicolás Scala (Junín, Buenos Aires, 6 de febrero de 1991) es un basquetbolista argentino que juega en la posición de base en Boca Juniors de la Liga Nacional de Básquet.

## Carrera
Inició su carrera profesional en Argentino de Junín, club de su ciudad natal. Sus dos primeras temporadas con el equipo bonaerense fueron en el Torneo Nacional de Ascenso, segunda categoría del basquetbol argentino. Tras salir campeones en 2010, Argentino de Junín ascendió a la LNB, lo que le permitió a Scala demostrar que podía jugar en la máxima categoría.
En 2011 es fichado por el club chubutense Gimnasia Indalo con un contrato por dos temporadas. Al término de las mismas, renovó por dos temporadas más. En la temporada 2014-2015 alcanzó las finales de la LNB por primera vez en su carrera, cayendo en la disputa frente a Quimsa. 
Tras abandonar Gimnasia, firmó con Regatas Corrientes. Al cabo de un año, fichó con San Lorenzo de Almagro.  En su nuevo club, consiguió el título en el Torneo Súper 4 y el campeonato de la Liga Nacional de Básquet, tras derrotar a Regatas Corrientes en la final. 
En julio de 2017, se confirmó su llegada a Instituto de Córdoba. Jugó para la institución cordobesa por cuatro temporadas, llegando a ser subcampeón de la Liga Sudamericana de Clubes 2018.
En junio de 2021 anunció que se desvincularía de Instituto para jugar en el Sesi/Franca, equipo de la primera división del baloncesto brasileño.
Luego de disputar la Liga Nacional de Baloncesto Profesional de México 2024 con los Diablos Rojos, en la cual se coronó campeón, en diciembre de 2024 firmó contrato con Boca Juniors para la Liga Nacional de Básquet 2024-25. El 17 de enero de 2025 consigue el título de la Supercopa de La Liga 2024. El 4 de marzo de 2025 se consagra campeón de la Copa Súper 20 2025 frente a su ex-equipo, Instituto de Córdoba. El 20 de julio de 2025 obtiene la Liga Nacional siendo quien anota el triple decisivo en el séptimo partido de la final, nuevamente frente a Instituto.

### Selección nacional
Logró el título del Campeonato Sudamericano de Cadetes de 2007 junto con el seleccionado argentino siendo capitán del equipo y elegido como el MVP del torneo; derrotó al seleccionado de Venezuela por 86 a 71 en la final y conquistó la vigésima edición del Campeonato Sudamericano, jugado en el estadio de Bartolomé Mitre de la ciudad de Posadas. En 2007 se adjudicó junto al seleccionado sub-18 el tercer puesto en la Copa Saludcoop desarrollada en Colombia. 
En el año 2008 formó parte del plantel que participó en el Torneo Albert Schweitzer que se desarrolló en Alemania donde el Seleccionado Argentino U18 cayó ante Canadá 80 a 54 y finalizó en el sexto lugar bajo la dirección técnica de Enrique Tolcachier. En 2012 fue invitado a participar de una gira por Venezuela para disputar el torneo Súper 4. Scala fue convocado ante las ausencias de distintos jugadores afectados por los playoffs de la Liga Nacional de Básquet. El combinado argentino logró obtener el campeonato tras caer ante México y vencer a Brasil y Venezuela. Ese mismo año, participó en una gira por Angola para enfrentar al seleccionado de ese país. Ambas giras, fueron como preparación de cara el Campeonato Sudamericano de Baloncesto de 2012.
Formó parte del plantel que obtuvo la medalla de oro en el torneo de baloncesto masculino de los Juegos Panamericanos de 2023.

## Clubes
| Temporada | Equipo                   | País      | Liga |
| 2008-09   | Argentino de Junín       | Argentina | TNA  |
| 2009-10   | Argentino de Junín       | Argentina | TNA  |
| 2010-11   | Argentino de Junín       | Argentina | LNB  |
| 2011-12   | Gimnasia y Esgrima       | Argentina | LNB  |
| 2012-13   | Gimnasia y Esgrima       | Argentina | LNB  |
| 2013-14   | Gimnasia y Esgrima       | Argentina | LNB  |
| 2014-15   | Gimnasia y Esgrima       | Argentina | LNB  |
| 2015-16   | Regatas Corrientes       | Argentina | LNB  |
| 2016-17   | San Lorenzo              | Argentina | LNB  |
| 2017-18   | Instituto de Córdoba     | Argentina | LNB  |
| 2018-19   | Instituto de Córdoba     | Argentina | LNB  |
| 2019-20   | Instituto de Córdoba     | Argentina | LNB  |
| 2020-21   | Instituto de Córdoba     | Argentina | LNB  |
| 2021-22   | Franca                   | Brasil    | NBB  |
| 2022-23   | Franca                   | Brasil    | NBB  |
| 2023-24   | Franca                   | Brasil    | NBB  |
| 2024      | Diablos Rojos del México | México    | LNBP |
| 2024-25   | Boca Juniors             | Argentina | LNB  |

## Palmarés

#### Campeonatos nacionales
| Título                                  | Club          | País      | Año     |
| --------------------------------------- | ------------- | --------- | ------- |
| Torneo Nacional de Ascenso              | Argentino (J) | Argentina | 2009-10 |
| Torneo Súper 4                          | San Lorenzo   | Argentina | 2016-17 |
| Liga Nacional de Básquet                | San Lorenzo   | Argentina | 2016-17 |
| Liga Nacional de Básquet                | Instituto     | Argentina | 2021-22 |
| Supercopa de La Liga                    | Instituto     | Argentina | 2022    |
| Novo Basquete Brasil                    | Franca        | Brasil    | 2022    |
| Novo Basquete Brasil                    | Franca        | Brasil    | 2023    |
| Novo Basquete Brasil                    | Franca        | Brasil    | 2024    |
| Liga Nacional de Baloncesto Profesional | Diablos Rojos | México    | 2024    |
| Supercopa de La Liga                    | Boca Juniors  | Argentina | 2024    |
| Copa Súper 20                           | Boca Juniors  | Argentina | 2025    |
| Liga Nacional de Básquet                | Boca Juniors  | Argentina | 2024-25 |

#### Campeonatos internacionales
| Título                                          | Club   | País   | Año     |
| ----------------------------------------------- | ------ | ------ | ------- |
| Liga de Campeones de Baloncesto de las Américas | Franca | Brasil | 2022-23 |
| Copa Intercontinental FIBA                      | Franca | Brasil | 2023    |

### Otros logros
- Campeonato argentino - Seleccion Provincia de Buenos Aires - Preinfantiles.
- Campeonato argentino - Seleccion Provincia de Buenos Aires - Infantiles.

### Consideraciones personales
- MVP del Campeonato Sudamericano de Cadetes - 2007.
- Mejor Sexto Hombre de la LNB - 2015.